# Guillaume II de Villehardouin
Guillaume II de Villehardouin (vers 1211-1er mai 1278), est un prince d'Achaïe (Péloponnèse) de 1246 à 1278.
C'est sous son règne que la principauté atteint son apogée, mais aussi qu'elle amorça son déclin. Il fut le dernier prince d'Achaïe de la famille des Villehardouin.

## Biographie

### Jeunesse
Guillaume naquit vers 1211 au château familial de Kalamata. Il était le dernier des enfants de Geoffroi Ier de Villehardouin et d'Elisabeth. Ses frère et sœur aînés sont :
- Geoffroy (-mort après le 6 mai 1246), qui reçoit en héritage la principauté d'Achaïe[1].
- Alix, épouse avant 1222 Hugues de Briel, seigneur de Karytaina[4].

En tant que cadet, il reçut en apanage la baronnie de Kalamata. Son frère Geoffroy II succéda à leur père entre 1228 et 1230 ; Guillaume assurait la régence lorsque ce dernier s'absentait de la principauté.

### Débuts du règne
Guillaume II devint prince d'Achaïe probablement en 1246 à la mort de son frère aîné. Il entreprit rapidement la conquête de la partie du Péloponnèse restant encore aux mains des Grecs, au sud-est. En 1248 il prit ainsi Monemvasia et la Tsakonie, puis fit construire les forteresses de Mistra et du Grand Magne pour surveiller les tribus slaves du Taygète. Probablement la même année, il reçut de l'empereur latin Baudouin II de Courtenay la suzeraineté sur le duché de Naxos et sur les seigneuries de Négrepont et de Tinos-Mykonos.
Durant l'hiver 1248-1249, il accueillit à Lacédémone le duc Hugues IV de Bourgogne qui se rendait à la septième croisade organisée par Louis IX ; il l'accompagna au printemps à Chypre pour rejoindre les troupes royales, accompagné de 400 chevaliers, puis en Égypte. C'est à cette occasion qu'il aurait reçu du roi l'autorisation de battre monnaie sur le modèle de celle de France. Il ne repartit en Grèce qu'au printemps 1250, au moment du départ de Saint Louis pour Saint-Jean-d'Acre.

### Guerre des Tierciers
À partir de 1255, il entra en conflit avec une partie des seigneurs de Grèce centrale, dont les tierciers d'Eubée et le duché d'Athènes, soutenus par Venise et par certains de ses vassaux dont son neveu Geoffroy de Briel. Il réussit à imposer son autorité, notamment à la suite de sa victoire à la bataille du mont Karydi.

### Bataille de Pélagonia, revers
En 1258 il épousa à Arta la fille de son allié le despote d'Épire Michel II Doukas, Anne (Agnès) Doukas, que la chronique de Dorothée de Tyr disait « belle comme une seconde Hélène de Ménélas ».
Battu et capturé à la bataille de Pélagonia fin septembre 1259, il resta prisonnier plusieurs années et dut finalement remettre aux Byzantins les forteresses de Mistra, Monemvasia et du Magne en échange de sa liberté.
Revenu dans la principauté en 1262, il ne tarda pas à entrer à nouveau en conflit avec les Byzantins, qui envahirent l'Achaïe mais furent repoussés en 1263 à Prinitza puis à Makryplági.

### Traité de Viterbe et suzeraineté angevine
Menacé par les Byzantins, il devint en 1267 vassal du roi angevin Charles Ier d'Anjou, dans le cadre du traité de Viterbe, aux termes duquel le fils de Charles, Philippe d'Anjou, devait épouser la fille aînée de Guillaume, Isabelle, le couple devant théoriquement hériter de la principauté au détriment d'un éventuel héritier de Guillaume.
En tant que vassal, Guillaume participa en 1268 à la bataille de Tagliacozzo aux côtés de Charles, la chronique de Morée lui attribuant même le rôle décisif dans la victoire (généralement donné à Érard de Vallery).
Cependant Philippe étant décédé avant son père en 1277, la principauté passa donc à Charles à la mort de Guillaume en 1278.

## Culture
Guillaume II de Villehardouin était bilingue en français et grec ; deux chansons du Manuscrit du Roi lui sont attribuées par certains auteurs. Il était amateur de littérature courtoise, mais aussi de tournoi.

## Unions et postérité
Guillaume II de Villehardouin avait épousé en 1239 la fille de Narjot de Toucy (mort en 1241), régent de l'Empire latin de Constantinople de la Maison de Toucy.
Selon une conjecture de Karl Hopf souvent reprise par la suite, il aurait épousé en secondes noces Carintana dalle Carceri (av. 1220- † 1255), fille de Rizzardo dalle Carceri, tiercière de Négrepont. Cette hypothèse, basée sur une mauvaise interprétation du passage de Marino Sanudo l'Ancien consacré à la guerre des Tierciers, a été démontée par Loenertz et n'est généralement plus admise depuis par les auteurs spécialistes de la période.
Il épouse en secondes noces en 1258 la princesse Anne Doukas (morte le 4 janvier 1286), fille de Michel II Doukas, seigneur d'Épire et de sa femme Théodora Pétraliphaina.
Il n'eut pas de fils, mais deux filles :
- Isabelle.
- Marguerite (1267-1315) épouse en 1294 Isnard de Sabran mort en 1297 et en 1299 Riccardo Orsini, comte palatin de Céphalonie et Zante.